# Bykowo (Korsze)
Bykowo (deutsch Bollendorf) ist ein Ort in der polnischen Woiwodschaft Ermland-Masuren und gehört zur Gmina Korsze (Stadt- und Landgemeinde Korschen) im Powiat Kętrzyński (Kreis Rastenburg).

## Geographische Lage
Bykowo liegt am Flüsschen Zaine (polnisch Sajna) in der nördlichen Mitte der Woiwodschaft Ermland-Masuren. Bis zur Kreisstadt Kętrzyn (deutsch Rastenburg) sind es 23 Kilometer in südöstlicher Richtung.

## Geschichte
Der Gutsbezirk Bollendorf wurde 1874 in den neu errichteten Amtsbezirk Prassen (polnisch Prosna) eingegliedert und gehörte somit zum Kreis Rastenburg im Regierungsbezirk Königsberg in der preußischen Provinz Ostpreußen. Im Jahre 1910 zählte Bollendorf 73 Einwohner.
Am 30. September 1928 schloss sich der Gutsbezirk Bollendorf mit der Nachbargemeinde Schlömpen (polnisch Słępy) zur neuen Landgemeinde Schlömpen zusammen.
In Kriegsfolge wurde Bollendorf 1945 mit dem gesamten südlichen Ostpreußen an Polen überstellt. Der Ort erhielt die polnische Namensform „Bykowo“. Heute ist er eine Ortschaft im Verbund der Stadt- und Landgemeinde Korsze (Korschen) im Powiat Kętrzyński (Kreis Rastenburg), bis 1998 der Woiwodschaft Olsztyn, seither der Woiwodschaft Ermland-Masuren zugeordnet.

## Kirche
Bollendorf war bis 1945 in die evangelische Kirche Leunenburg (polnisch Sątoczno) in der Kirchenprovinz Ostpreußen der Kirche der Altpreußischen Union sowie in die katholische Kirche Sturmhübel (polnisch Grzęda) im Bistum Ermland  eingepfarrt. Heute gehört Bykowo katholischerseits zur Pfarrei Sątoczno im jetzigen Erzbistum Ermland bzw. evangelischerseits zur Pfarrei Kętrzyn mit den Filialkirchen Barciany (Barten) und Bartoszyce (Bartenstein) in der Diözese Masuren der Evangelisch-Augsburgischen Kirche in Polen.

## Östlicher Green-Velo-Radwanderweg
Seit 2015 verläuft der „Östliche Green-Velo-Radwanderweg“ (polnisch Wschodni Szlak Rowerowy Green Velo) durch Bykowo und verbindet hier die Städte Sępopol (deutsch Schippenbeil), Korsze (Korschen) und Barciany (Barten) miteinander. Auf einer Länge von 2071 Kilometern führt der Weg durch fünf polnische Woiwodschaften und ebenso viele Nationalparks.

## Verkehr
Bykowo liegt an einer Nebenstraße, die von Sątoczno (Leunenburg) über Giełpsz (Gelbsch) bis zur Woiwodschaftsstraße 590 bei Glitajny (Glittehnen) führt. Eine Anbindung an den Bahnverkehr besteht nicht.